# Elida (gmina)
Elida (gr. Δήμος Ήλιδας, Dimos Ilidas) – gmina w Grecji, w administracji zdecentralizowanej Peloponez, Grecja Zachodnia i Wyspy Jońskie, w regionie Grecja Zachodnia, w jednostce regionalnej Elida. Siedzibą gminy jest Amaliada. W 2011 roku liczyła 32 219 mieszkańców. Powstała 1 stycznia 2011 roku w wyniku połączenia dotychczasowych gmin Amaliada i Pinia.